# The Ultimate Escape
The Ultimate Escape is het debuutalbum van de Amerikaanse punkband Tsunami Bomb. Het album werd uitgegeven op 3 september 2002 via het Californische platenlabel Kung Fu Records op cd en een picturedisc-lp. Het album behaalde in november 2017 de 31ste plaats in de "50 Greatest Pop Punk Albums"-lijst van het muziektijdschrift Rolling Stone.
De cd-versie van het album bevat een live opgenomen video van het nummer "No Good Very Bad Day". Het nummer "Take the Reins" was al eerder verschenen op het compilatiealbum Vans Warped Tour (2001 Tour Compilation) van SideOneDummy Records in 2001.

## Nummers
1. "Take the Reins" - 3:05
2. "Russian Roulette" - 2:32
3. "Say It If You Mean It" - 3:20
4. "Roundabout" - 3:04
5. "Top 40 Hit" - 2:22
6. "20 Going On..." - 4:05
7. "The Simple Truth" - 3:59
8. "Headlights on a Handgrenade" - 3:10
9. "Count Me Out" - 0:49
10. "El Diablo" - 3:05
11. "In This Together" - 3:12
12. "Swimming Through Molasses" - 4:22

## Band
- Dominic Davi - basgitaar
- Gabriel Lindeman - drums
- Mike Griffen - gitaar
- Emily "Agent M" Whitehurst - zang